# Leonie Van Den Dijck
Leonie Van Den Dyck (Idegem, 18 oktober 1875 – Onkerzele, 23 juni 1949), beter bekend als Nieke van Onkerzele, was een vrome Belgische volksvrouw en zieneres. De plaatselijke pastoor, door journalisten ondervraagd, noemde haar 'een voorbeeldige christen'. Haar tijdgenoot T.S.G. Moelia noemde haar in zijn wetenschappelijk proefschrift 'zeer godvruchtig'.
Van Den Dijck verklaarde verschijningen van Onze-Lieve-Vrouw te hebben gekregen, ze kreeg visioenen waarbij ze profetieën deed en ze droeg stigmata. Haar verklaringen zijn echter nooit door de kerkelijke overheid erkend, ze werden integendeel afgewezen. Dit heeft niet belet dat zij, ook na haar dood, een permanente groep van gelovige aanhangers heeft bewaard.

## Levensloop
Marie Leonie, meestal Leonie genoemd, kwam uit een arm gezin. Ze vertrok vroeg naar Brussel om er als meid in dienst te treden. Ze was nog geen twintig toen ze trouwde in Idegem met de sigarenmaker Franciscus De Spiegeleer. Het jonge paar ging wonen in een arbeiderswoonst, in de Kampstraat nummer 22 in Onkerzele.
In het gezin werden dertien kinderen geboren. Vier overleden jong, twee stierven een gewelddadige dood. De echtgenoot was een harde werker, maar ook een zware drinker, die onder invloed gewelddadig tekeerging. Na de geboorte van het dertiende kind werd het hem blijkbaar allemaal te veel en, na een erfenis te hebben opgestreken, verdween hij met de noorderzon.
Zijn vrouw bleef achter met negen kinderen, in een tijd die amper sociale voorzieningen kende. Ze was niet geschoold en kon nauwelijks lezen en schrijven. Ze vond een broodwinning in het draaien van sigaren, als thuiswerk in dienst van een van de Geraardsbergse sigarenfabrikanten. Op zondagen leurde ze met noten en snoepgoed. Deze inkomsten en die van de oudste zonen die in het bouwvak werk vonden, hielden het gezin recht.
Toen ze bekendheid kreeg als zieneres koos ze in de kleine groep onvoorwaardelijke getrouwen Gustaaf Schellinck uit om haar biograaf te worden. Hij kreeg van haar uitgebreide informatie over de verschijningen, over haar visioenen en voorspellingen, over de stigmata, met de belofte dat hij over haar een boek zou schrijven na haar dood.
Ze overleed in Onkerzele, overtuigd van haar gelijk en bijzondere gaven, maar zonder enige erkenning vanuit de kerkelijke hiërarchie.
Na haar dood bleef een kleine groep overtuigde aanhangers haar naam vereren. Een van hen was Jan Boon, directeur-generaal van de Belgische radio-omroep. Onder het middaguur, terwijl de personeelsleden in de kantine verbleven, ging hij rond om op hun burelen folders ter ere van Leonie Van den Dijck te deponeren. De raad van bestuur van de radio-omroep moest hem tot de orde roepen en er hem aan herinneren dat de radio een neutrale instelling was.
In Onkerzele werd een "Komiteit Nieke Van Den Dijck" opgericht, onder vorm van een vzw, die de herinnering aan Leonie Van Den Dijck hoog houdt en de organisatie in Onkerzele van religieuze diensten ter ere van Maria bestendigt.
De kleine verschijningskapel werd in 1998 afgebroken en vervangen door een grotere kapel. Volgens Leonie had Onze-Lieve-Vrouw dit in 1933 gevraagd.

## Verschijningen
Toen Leonie hoorde over de Mariaverschijningen in Beauraing, trok ze er in juni 1933 op bedevaart naartoe. Twee maanden later, op 4 augustus 1933, zag ze een zilverachtig, wit stralend licht. Ze vreesde gezichtsbedrog en op aanraden van een buurvrouw verzweeg ze het incident. De lichtverschijnselen hielden niet op en op 9 en 10 augustus zou Leonie voor het eerst, volgens haar verklaring, Maria hebben gezien in al haar schoonheid. Dit verzweeg ze niet langer en snel deed het de ronde dat, na Banneux en Beauraing, zich nu ook in Onkerzele verschijningen van de Maagd Maria voordeden.
Leonie bleef geen uitzondering. De verschijningen in Banneux en Beauraing leken wel een epidemie van verschijningen door Onze-Lieve-Vrouw te hebben veroorzaakt. Men vermeldde er op niet minder dan dertien plaatsen: Lokeren-Naastveld, Berchem, Wilrijk, Etikhove, Wielsbeke, Tubeke, Foy-Notre-Dame, Verviers, Malen, Herzele, Houlteau-Chaineux, Olsene en - als meest besproken - Onkerzele. Het was dan ook niet verwonderlijk dat de kerkelijke hiërarchie afwijzend stond tegenover dergelijke, niet erkende fenomenen. Op 25 augustus 1934 vaardigde kardinaal-aartsbisschop Jozef Van Roey een mandement uit waarbij elke bovennatuurlijke waarde aan deze verschijningen werd ontzegd en aan alle priesters verbod werd opgelegd om aan de verschijningen of aan de organisatie van bedevaarten naar deze plekken ook maar de minste bijstand te verlenen.
Leonie werd voorwerp van spot, niet alleen van socialistische jongeren, maar ook van buren die haar belachelijk maakten. Ook de plaatselijke pastoor verzette zich tegen haar, maar toen ze over hem haar beklag ging doen bij het bisdom, werd hij wel, om vredeswil, overgeplaatst. Naast tegenstanders, had Leonie immers ook veel ondersteuners. Naarmate het nieuws van de verschijningen meer bekend werd, kwamen steeds meer bedevaartgangers naar Onkerzele. Onder hen bevonden zich zelfs een paar buitenlandse bisschoppen.
In een relatief korte periode, lopende van 4 augustus tot 14 oktober, werden niet minder dan 35 publieke verschijningen van Maria genoteerd, die ook door talrijke bedevaardgangers werden bijgewoond. Leonie was echter de enige die Maria daadwerkelijk zag. De kranten deden er uitgebreid verslag van. De kerkelijke overheid was sceptisch, maar nam een afwachtende houding aan.
Op 19 oktober 1933, een week na de laatste verschijning aan Leonie, gebeurde iets merkwaardigs: de genaamde Berthonia Holtkamp uit Berchem-Antwerpen, begaf zich naar Onkerzele, ging er bidden in de kerk, stapte vervolgens naar de plek waar de verschijningen hadden plaats gevonden, ging er knielend in gesprek met een onzichtbare persoon en verklaarde dat Maria er aan haar was verschenen. In de volgende weken herhaalde het evenement zich regelmatig. Hierbij werd ze in de volgende weken vergezeld door Henri Kempenaars (Wilrijk) en door Martha Molitor (Edegem). Alle drie verklaarden ze verschijningen te hebben. Er werd hierrond veel misbaar gemaakt in de kranten en weldra werden ze gevolgd door een massale aanwezigheid (soms tot 15.000 personen) van zowel gelovige bedevaardgangers als van op sensatie beluste personen. Dit begon op een circus te lijken, wat de kerkelijke overheid ertoe bracht om stelling te nemen. Op 23 augustus 1934 werden de verschijningen door kardinaal Van Roey als onbestaand veroordeeld. Holtkamp en gevolg bleven achterwege en het was met de zogenaamde verschijningen gedaan.
Leonie leefde ondertussen verder een teruggetrokken leven. Toen nochtans later de verschijningen bij haar opnieuw werden gevolgd door visioenen en voorspellingen, alsook door stigmata, bevestigde kardinaal Van Roey op 25 maart 1942 zijn vorig mandement en verklaarde: De feiten hebben geen bovennatuurlijk karakter. Om deze reden is iedere verering die zou voortspruiten uit deze feiten of er een verband mee hebben, als verboden te beschouwen.
Aan priesters werd opnieuw verbod opgelegd om medewerking te verlenen aan het organiseren van bedevaarten naar Onkerzele. Aan gelovigen die zich publiek tot aanhangers van de verschijningen in Onkerzele verklaarden, werd de communie geweigerd.
De publieke belangstelling ebde langzaam weg. Leonie leidde verder, tijdens de oorlogsjaren en de daaropvolgende vijf jaren tot aan haar dood, een teruggetrokken bestaan van gebed, boete, lijden, vasten en zelfkastijding.

## Zonnewonderen
In december 1933 en in januari en februari 1934 vonden in Onkerzele drie "zonnewonderen" plaats, die door honderden aanwezigen werden geobserveerd. Hierbij draaide de zon rond als was ze aan het dansen en nam ze allerhande kleuren aan.

## Visioenen
Vanaf de jaren dertig werd bekend dat Leonie visioenen kreeg en zelfs voorspellingen kon doen. Enkele daarvan kregen een bijzondere aandacht.
- Ze voorspelde de vroege dood van koning Albert I van België. Toen hij op 17 februari 1934 tijdens een eenzame bergbeklimming in Marche-les-Dames de dood vond, verklaarde ze dat het om een moord ging en dat ze in haar visioen had gezien hoe hij van de rotsen werd geduwd door een moordenaar die naar Frankrijk vluchtte. Toen een medewerker van het koninklijk paleis haar hierover kwam ondervragen, bevestigde ze haar verhaal en vroeg of men de bril van de koning had gevonden. Niemand wist iets van een bril af. Leonie werd meegenomen naar Marche-les-Dames en daar wees ze de plek aan, onder het struikgewas, waar de bril lag.
- Een jaar later zou ze gezegd hebben "Koningin Astrid kust de nacht". Kort daarop was de koningin het dodelijk slachtoffer van een auto-ongeval in Küssnacht. Leonie deelde mee dat de koningin zwanger was en het kind met haar gestorven was. Dit was door het paleis niet meegedeeld, maar werd achteraf bevestigd.
- Toen ze in 1942 op bezoek was bij Gustaaf Schellinck werd ze plots zeer opgeschrikt door een visioen van haar zoon Henri die door de Gestapo werd achternagezeten. Ze moest dringend naar huis zei ze, om hem te helpen. Henri bevond er zich inderdaad, opgejaagd en weldra opgepakt door de Duitsers, die wapens vonden in het huis van Leonie. Henri werd kort daarop terechtgesteld.
- Kort voor haar dood verklaarde Leonie dat haar stoffelijk overschot ongeschonden zou bewaard blijven, als bewijs van haar rechtschapenheid, en men dit twintig jaar na haar dood zou kunnen vaststellen. In 1972 werd het graf geopend en in de kist vond men het lichaam van Leonie dat nog tamelijk ongeschonden was. Ook in 1982, bij een tweede opgraving, was het lichaam nog opvallend gaaf. Een "ongeschonden lijk" moet niet noodzakelijk een mirakel betekenen. Er kan best een natuurlijke verklaring voor zijn, al worden de deskundigen ter zake het niet altijd eens. Wat in dit geval wel eigenaardig was, was het feit dat Leonie Van den Dijck vooraf had gezegd dat dit zou gebeuren. Een van haar volgelingen was de wetsdokter die de vaststellingen deed. Zijn uitspraak was, dat de wetenschap "geen afdoende verklaring" had voor dit soort fenomenen.

## Stigmatisatie
Tijdens de Tweede Wereldoorlog vertoonde Leonie Van Den Dijck voor het eerst, in navolging van Therese Neumann, tekenen van stigmata, met andere woorden dat op haar handen en voeten en in de hartstreek wonden tevoorschijn kwamen die herinnerden aan de wonden die Jezus Christus bij de kruisiging onderging. Leonie communiceerde hierover met Neumann, die in Konnersreuth (D) woonde.

## Jan Boon
De hoofdredacteur van De Standaard, Jan Boon, was een belangrijk gelover in de Mariaverschijningen te Banneux, Beauraing en Onkerzele. Hij was de belangrijkste journalist die deze verschijningen ondersteunde. Zijn krant werd de dagelijkse beschrijver van alles wat op verschijningen betrekking had. Boon bleef zijn leven lang de Mariaverschijningen in Onkerzele ondersteunen.

## Eerbetoon
- Het woonhuis van Leonie Van Den Dijck, Kampstraat 22 in Onkerzele, is een bescheiden museum geworden ter haren ere.
- De vzw Komiteit Leonie Van Den Dijck organiseert regelmatig religieuze bijeenkomsten die in overeenstemming met haar geest worden gehouden.